# Interaction électrofaible
L’interaction électrofaible, aussi appelée force électrofaible, est la description unifiée de deux des quatre interactions fondamentales de l'univers, à savoir l'électromagnétisme (appelé électrodynamique quantique dans sa version quantique) et l'interaction faible. Ces deux forces paraissent pourtant très différentes aux échelles d'énergie atomique, et même nucléaire : la force électromagnétique est dite de portée infinie car on peut l'observer aisément à l'échelle macroscopique tandis que la force faible a une influence uniquement à l'échelle microscopique, au niveau du noyau atomique. Cependant, la force faible, telle qu'elle a été décrite par Enrico Fermi pour rendre compte de la désintégration β a une intensité croissant rapidement avec les énergies auxquelles on la considère, ce qui la rend incohérente à très grande énergie. La force électromagnétique, elle, croît aussi avec l'énergie considérée, mais bien plus lentement. Ces deux forces deviennent donc du même ordre de grandeur, vers une énergie d'une centaine de GeV. La théorie électrofaible s'appuie sur ce phénomène pour prédire une unification des deux théories, qui se confondent à cette échelle d'énergies.

## La théorie
Plus en détail, la théorie électrofaible est une théorie quantique des champs basée sur un groupe de jauge {\displaystyle SU(2)_{ew}\times U(1)_{Y}\,} où {\displaystyle SU(2)_{ew}\,} est le groupe de jauge correspondant à l'interaction faible dont les bosons de jauge sont les bosons W et le boson Z tandis que le groupe de jauge {\displaystyle U(1)_{em}\,} de l'électrodynamique, dont le boson de jauge est le photon, est une combinaison de {\displaystyle U(1)_{Y}\,} avec un groupe {\displaystyle U(1)\subset SU(2)_{ew}\,} appelé groupe d'isospin. La théorie est capable de prédire les masses des bosons à 80 GeV pour le W ± et à 90 GeV pour le Z 0, les bosons vecteurs de la force faible, tandis que le photon, vecteur de l'interaction électromagnétique a une masse nulle. Ces différences de masse expliquent la différence considérable de comportement de ces interactions à basse énergie.
Lorsque l'échelle d'énergie des observations est plus faible que l'échelle électrofaible une asymétrie apparaît en effet entre électromagnétisme et interaction faible via une brisure spontanée de la symétrie électrofaible engendrée par le mécanisme de Higgs. Au cours de ce processus un champ scalaire appelé champ de Higgs, initialement invariant par le groupe de jauge, acquiert dynamiquement une valeur moyenne non nulle dans le vide (de la même manière qu'un corps ferromagnétique acquiert spontanément une aimantation non nulle lorsque la température est suffisamment faible). C'est ce gel, qui n'est pas symétrique de jauge, du champ de Higgs qui explique les masses des bosons de jauge, de façon asymétrique par rapport à la symétrie de jauge. Seul le photon garde une masse nulle, ce qui rend l'électromagnétisme facilement détectable, en raison de sa portée infinie.
C'est pour leurs contributions majeures, et largement indépendantes, au cours des années 1960 à l'unification des interactions faibles et électromagnétiques entre les particules élémentaires, que Sheldon Glashow, Abdus Salam et Steven Weinberg obtinrent le prix Nobel de physique en 1979.

## Bases expérimentales

### Découverte des courants neutres
La théorie initiale de la désintégration β de Fermi, achevée en 1934, ne concernait que la partie des interactions faibles prenant place sous l'influence des bosons W ±. Elle a longuement été vérifiée, sur les noyaux d'abord, puis sur les diverses particules que l'on a su créer avec les accélérateurs après la Seconde Guerre mondiale, et notamment les particules étranges, pour lesquelles on a pu noter que l'interaction faible violait la conservation de l'étrangeté, permettant ainsi aux particules étranges chargées les plus légères de se désintégrer, avec un temps de vie comparable à une désintégration β.
Cependant, la désintégration des particules étranges neutres n'entrait pas dans le cadre de cette théorie, car les neutrinos – pierre angulaire de la théorie de Fermi – n'intervenaient pas, ou très rarement.
Ce n'est qu'en 1973 que des expériences réalisées au CERN sur la chambre à bulles Gargamelle avec un faisceau de neutrinos ont permis d'établir l'existence d'une interaction faible électriquement neutre. En effet, selon la théorie de Fermi, dans une interaction faible, un neutrino est toujours produit avec un positron, ou un antineutrino avec un électron, ce qui donne un ensemble électriquement chargé.
On s'attendait donc à ce que dans les faibles – et donc rares – interactions entre les neutrinos et la matière, un neutrino donne un électron. On a observé ce phénomène, mais on a aussi observé le phénomène inattendu d'un neutrino interagissant, en gardant sa charge nulle. Il fallait conclure à l'existence d'une interaction faible neutre, faisant intervenir un courant neutre. Ceci donnait déjà un corps indirect aux prévisions faites sur la théorie électrofaible.

### Une transformation difficile
Quand la théorie unifiée de l'interaction faible a été proposée, il n'existait aucun moyen réaliste de tester directement l'existence des bosons W et Z. Le CERN était alors en train de construire un nouvel accélérateur à protons de 400 GeV, le SPS, dont les premiers essais ont lieu en 1976, et la mise en place des halls d'expérience terminée en 1978. Cependant, sur la suggestion de Carlo Rubbia, il est presque immédiatement décidé de le transformer en collisionneur à protons et antiprotons.

#### Accélérateur et collisionneur
Dans un accélérateur, les particules sont accélérées, en un faisceau suivant un chemin à sens unique, tout autour de l'anneau, guidées par des (électro)aimants, et sont éjectées à la fin de l'accélération vers des halls d'expérience où elles rencontrent des cibles fixes.
Dans un collisionneur, deux faisceaux de particules circulent, un dans chaque sens. Leurs particules se rencontrent aux points où leurs trajectoires se recoupent.
Le gros inconvénient de l'accélérateur est que dans la collision sur la cible du hall d'expérience, une majeure partie de l'énergie de la particule accélérée est utilisée pour emporter tous les fragments de la collision dans l'élan communiqué par la particule énergique. C'est ainsi que les protons de 400 GeV émis par le SPS rencontrant un proton-cible fixe consacrent 372 GeV à emporter l'ensemble des produits de la collision, et il ne reste que 28 GeV disponibles pour les réactions qui peuvent survenir entre le proton accéléré et le proton cible. C'est en particulier notablement insuffisant pour produire des W ou Z.
Dans un collisionneur, au contraire, on peut disposer de la somme des énergies des particules qui se choquent pour faire des réactions. Ainsi, dans un collisionneur entre protons et antiprotons de 400 GeV chacun, il y a 800 GeV pour l'ensemble des produits de la réaction.

#### Transformation d'un accélérateur en collisionneur
Il est difficile de transformer un accélérateur en collisionneur. L'accélérateur ne disposant que d'une seule piste pour faisceau, si l'on veut faire tourner un faisceau en sens inverse, ce doit être un faisceau de particules de même masse et de charge électrique opposée. Dans le cas d'un accélérateur à protons, ce doivent donc être des antiprotons.
Ceci nécessite donc la construction d'une usine à antiprotons, avec un accélérateur proche, qui n'a pas besoin d'être très haut en énergie, mais qui doit avoir une très forte intensité. Il faut ensuite récolter la plupart des antiprotons produits, les canaliser, et les regrouper dans un anneau de stockage intermédiaire, où on va pouvoir uniformiser leurs angles et leurs vitesses (processus dit de refroidissement par analogie avec le concept correspondant en physique statistique), pour pouvoir les injecter de façon cohérente et efficace dans le collisionneur.
Il faut aussi réaliser de nouveaux tunnels d'injection, allant en sens inverse de ceux des protons.
Enfin, il faut changer le régime supportable par les aimants de trajectoire. En effet, dans un accélérateur, le champ magnétique créé par les aimants qui définissent la trajectoire dépend à chaque instant de l'énergie atteinte par le faisceau, afin de le maintenir sur la trajectoire prévue. En fin de cycle d'accélération, quand le faisceau est éjecté, les aimants sont ramenés au champ convenable pour l'injection. Donc en moyenne, les aimants doivent supporter un courant bien inférieur à celui correspondant à l'énergie maximale d'éjection.
Par contre, dans un collisionneur, quand on a réussi à fabriquer des antiprotons, à les injecter et à les accélérer à l'énergie souhaitée, on ne peut pas se permettre de les gaspiller en les éjectant. Les deux faisceaux doivent être maintenus à énergie constante, voisine du maximum. Ceci suppose donc une amélioration du système de refroidissement des aimants, qui doit alors fonctionner en régime pratiquement continu.

#### Mise en place du collisionneur protons-antiprotons
Carlo Rubbia avait fait sa proposition en 1976. Personne à l'époque n'avait jamais construit d'usine à antiprotons avec les contraintes mentionnées ci-dessus. Simon van der Meer releva le défi, si bien que le collisionneur – désormais désigné par {\displaystyle Sp{\overline {p}}S} – fut mis en fonction en 1981.
Et dès 1983, les deux expériences installées autour des points de collision entre les deux faisceaux, dénommées UA1 et UA2 (pour Underground Area 1 & 2, soit « Zone souterraine 1 & 2 », puisque l'accélérateur SPS était construit sous terre), donnèrent en première mondiale des résultats concordants sur la détection directe des bosons W, et quelques mois plus tard, sur celle du boson Z, plus difficile à mettre en évidence. En 1984, Carlo Rubbia et Simon van der Meer partagèrent le prix Nobel de physique, après un des délais les plus courts entre une découverte et cette récompense.

### Étude des bosons électrofaibles sur le LEP
Ultérieurement, le CERN rendit à sa destination initiale le SPS, et se mit en devoir de construire un collisionneur électron-positon, le LEP.
Construit dans un tunnel de 27 km de périphérie, le LEP a atteint une énergie de 104 GeV par faisceau. Mais les premières expériences ont porté sur la formation de Z 0 par annihilation directe électron-positon. La masse du Z ainsi produit étant directement reliée à l'énergie bien connue des faisceaux, il a été possible de déterminer avec une extrême précision cette masse, ainsi que la largeur d'indétermination de cette masse, reliée au temps de vie fini du Z par le principe d'incertitude.
On a ainsi abouti à une masse mZ = 91,187 GeV, avec une erreur expérimentale de ± 0,002 GeV, et à un temps de vie de 2,64×10−25 s. En calculant les contributions à l'instabilité provenant des neutrinos, on déduit que 3 types de neutrinos existent, tout au moins des neutrinos suffisamment légers pour que le Z puisse se désintégrer dans une paire correspondante, c'est-à-dire des neutrinos de moins de 45 GeV. Ce sont les 3 types de neutrinos connus.
Les collisions à énergie supérieure ont permis de confirmer ces résultats, quoiqu'avec une moindre précision. Elles ont aussi permis de déterminer les caractéristiques du W : masse de mW = 80,4 GeV avec une erreur expérimentale de ± 0,03 GeV, et temps de vie de 3,07×10−25 s.

## Éléments du formalisme théorique de la théorie électrofaible

### Avant la brisure de symétrie électrofaible
Comme toutes les théories des champs formelles, la théorie électrofaible est fondée sur l'étude d'un lagrangien, qui est une densité dans l'espace-temps formée par un polynôme des champs des particules impliquées dans la théorie, ainsi que de leurs dérivées.
Le lagrangien de l'interaction électrofaible est composé de quatre parties, avant la brisure de la symétrie électrofaible.
{\displaystyle {\mathcal {L}}_{E-W}={\mathcal {L}}_{g}+{\mathcal {L}}_{f}+{\mathcal {L}}_{h}+{\mathcal {L}}_{y}}
Le terme g décrit l'interaction entre les 3 particules W et la particule B.
{\displaystyle {\mathcal {L}}_{g}=-{\frac {1}{4}}W_{a}^{\mu \nu }W_{\mu \nu }^{a}-{\frac {1}{4}}B^{\mu \nu }B_{\mu \nu }}
Le terme f donne le terme cinétique des fermions du modèle standard. L'interaction entre bosons de jauge et fermions a lieu par le biais des dérivées covariantes (au sens des théories de jauge).
{\displaystyle {\mathcal {L}}_{f}={\overline {Q}}_{i}iD\!\!\!\!/\;Q_{i}+{\overline {u}}_{i}^{c}iD\!\!\!\!/\;u_{i}^{c}+{\overline {d}}_{i}^{c}iD\!\!\!\!/\;d_{i}^{c}+{\overline {L}}_{i}iD\!\!\!\!/\;L_{i}+{\overline {e}}_{i}^{c}iD\!\!\!\!/\;e_{i}^{c}}
Le terme h décrit le champ de Higgs complexe h.
{\displaystyle {\mathcal {L}}_{h}=|D_{\mu }h|^{2}-\lambda \left(|h|^{2}-{\frac {v^{2}}{2}}\right)^{2}}
Ce terme a un signe inhabituel pour le terme quadratique correspondant usuellement à la masse. Il en résulte que la valeur h = 0 est instable. Le champ prend donc dans le vide une valeur correspondant au minimum de |h| 2 - v 2/2, soit |h| = v/4. Ceci fixe le module de la valeur de h dans le vide, mais en laisse la phase arbitraire. Le choix de la phase déterminera une orientation spécifique dans le groupe de jauge global, et en brisera donc la symétrie.
Le terme y donne l'interaction de Yukawa qui engendrera les masses de fermion quand le Higgs aura acquis une valeur moyenne dans le vide.
{\displaystyle {\mathcal {L}}_{y}=-y_{u\,ij}\epsilon ^{ab}\,h_{b}^{\dagger }\,{\overline {Q}}_{ia}u_{j}^{c}-y_{d\,ij}\,h\,{\overline {Q}}_{i}d_{j}^{c}-y_{e\,ij}\,h\,{\overline {L}}_{i}e_{j}^{c}+h.c.}

### Après la brisure de symétrie électrofaible
Le lagrangien se réorganise quand le boson de Higgs acquiert une valeur moyenne dans le vide. En raison de sa complexité, ce lagrangien se décrit au mieux en séparant explicitement la valeur constante du champ de Higgs dans le vide, ce qui amène à le décomposer en différentes parties comme suit :
{\displaystyle {\mathcal {L}}_{E-W}={\mathcal {L}}_{K}+{\mathcal {L}}_{N}+{\mathcal {L}}_{C}+{\mathcal {L}}_{H}+{\mathcal {L}}_{HV}+{\mathcal {L}}_{WWV}+{\mathcal {L}}_{WWVV}+{\mathcal {L}}_{Y}}
Le terme cinématique {\displaystyle {\mathcal {L}}_{K}} contient tous les termes quadratiques du Lagrangien, y compris les termes dynamiques (les dérivées partielles) et les termes de masse (remarquablement absents du lagrangien avant la brisure de symétrie), issus du couplage résiduel entre les champs et la valeur moyenne dans le vide du champ de Higgs :
{\displaystyle {\mathcal {L}}_{K}=\sum _{f}{\overline {f}}(i\partial \!\!\!/\!\;-m_{f})f-{\frac {1}{4}}A_{\mu \nu }A^{\mu \nu }-{\frac {1}{2}}W_{\mu \nu }^{+}W^{-\mu \nu }+m_{W}^{2}W_{\mu }^{+}W^{-\mu }-{\frac {1}{4}}Z_{\mu \nu }Z^{\mu \nu }+{\frac {1}{2}}m_{Z}^{2}Z_{\mu }Z^{\mu }+{\frac {1}{2}}(\partial ^{\mu }H)(\partial _{\mu }H)-{\frac {1}{2}}m_{H}^{2}H^{2}}
où la somme parcourt tous les fermions de la théorie (quarks et leptons), et les champs {\displaystyle A_{\mu \nu }^{}}, {\displaystyle Z_{\mu \nu }^{}}, {\displaystyle W_{\mu \nu }^{-}}, et {\displaystyle W_{\mu \nu }^{+}\equiv (W_{\mu \nu }^{-})^{\dagger }} sont donnés par :
{\displaystyle X_{\mu \nu }=\partial _{\mu }X_{\nu }-\partial _{\nu }X_{\mu }+gf_{bc}^{a}X_{\mu }^{b}X_{\nu }^{c}}

(remplacer X par le champ concerné, et fabc par les constantes de structure du groupe de jauge). Il apparaît bien que le champ A n'acquiert pas de masse, tandis que Z, W ± en acquièrent une, qui est élevée.
Les composantes des courants neutre {\displaystyle {\mathcal {L}}_{N}} et chargé {\displaystyle {\mathcal {L}}_{C}} du lagrangien contiennent les interactions entre fermions et bosons de jauge :
{\displaystyle {\mathcal {L}}_{N}=eJ_{\mu }^{em}A^{\mu }+{\frac {g}{\cos \theta _{W}}}(J_{\mu }^{3}-\sin ^{2}\theta _{W}J_{\mu }^{em})Z^{\mu }},
où le courant électromagnétique {\displaystyle J_{\mu }^{em}} et le courant neutre faible {\displaystyle J_{\mu }^{3}} sont :
{\displaystyle J_{\mu }^{em}=\sum _{f}q_{f}{\overline {f}}\gamma _{\mu }f},
et :
{\displaystyle J_{\mu }^{3}=\sum _{f}I_{f}^{3}{\overline {f}}\gamma _{\mu }f}
q f et I f 3 sont les charges électrique et isospin faible des fermions.
L'interaction par l'intermédiaire des courants neutres se décompose donc en une interaction propagée par le champ A de masse nulle, et en une interaction propagée par le champ Z, qui ne peut être à l'état virtuel que sur une distance infime proportionnelle à 1/mZ.
La partie courant chargé du lagrangien est :
{\displaystyle {\mathcal {L}}_{C}=-{\frac {g}{\sqrt {2}}}\left[{\overline {u}}_{i}\gamma ^{\mu }{\frac {1-\gamma ^{5}}{2}}M_{ij}^{CKM}d_{j}+{\overline {\nu }}_{i}\gamma ^{\mu }{\frac {1-\gamma ^{5}}{2}}e_{i}\right]W_{\mu }^{+}+h.c.}
L'interaction propagée par le champ W est également ponctuelle à basse énergie. C'est l'interaction ponctuelle de Fermi.
{\displaystyle {\mathcal {L}}_{H}} contient les termes d'auto-interaction du Higgs de degrés 3 et 4 :
{\displaystyle {\mathcal {L}}_{H}=-{\frac {gm_{H}^{2}}{4m_{W}}}H^{3}-{\frac {g^{2}m_{H}^{2}}{32m_{W}^{2}}}H^{4}}
{\displaystyle {\mathcal {L}}_{HV}} contient les termes d'interaction du Higgs avec les bosons vecteurs de jauge :
{\displaystyle {\mathcal {L}}_{HV}=\left(gm_{W}H+{\frac {g^{2}}{4}}H^{2}\right)\left(W_{\mu }^{+}W^{-\mu }+{\frac {1}{2\cos ^{2}\theta _{W}}}Z_{\mu }Z^{\mu }\right)}
{\displaystyle {\mathcal {L}}_{WWV}} contient les termes d'auto-interaction des bosons vecteurs de jauge de degré 3 :
{\displaystyle {\mathcal {L}}_{WWV}=-ig[(W_{\mu \nu }^{+}W^{-\mu }-W^{+\mu }W_{\mu \nu }^{-})(A^{\nu }\sin \theta _{W}-Z^{\nu }\cos \theta _{W})+W_{\nu }^{-}W_{\mu }^{+}(A^{\mu \nu }\sin \theta _{W}-Z^{\mu \nu }\cos \theta _{W})]}
{\displaystyle {\mathcal {L}}_{WWVV}} contient les termes d'auto-interaction des bosons vecteurs de jauge de degré 4 :
{\displaystyle {\mathcal {L}}_{WWVV}=-{\frac {g^{2}}{4}}\left\{[2W_{\mu }^{+}W^{-\mu }+(A_{\mu }\sin \theta _{W}-Z_{\mu }\cos \theta _{W})^{2}]^{2}-[W_{\mu }^{+}W_{\nu }^{-}+W_{\nu }^{+}W_{\mu }^{-}+(A_{\mu }\sin \theta _{W}-Z_{\mu }\cos \theta _{W})(A_{\nu }\sin \theta _{W}-Z_{\nu }\cos \theta _{W})]^{2}\right\}}
et finalement {\displaystyle {\mathcal {L}}_{Y}} contient les termes d'interaction de Yukawa entre fermions et champ de Higgs :
{\displaystyle {\mathcal {L}}_{Y}=-\sum _{f}{\frac {gm_{f}}{2m_{W}}}{\overline {f}}fH}
Cette dernière interaction, ou celle entre des bosons vecteurs lourds virtuels, permet de produire et d'observer des bosons de Higgs[réf. nécessaire].

### Manuels
- (en) David J. Griffiths, Introduction to Elementary Particles, Wiley, John & Sons, Inc, 1987, 392 p. (ISBN 978-0-471-60386-3, LCCN 86025709)
- (en) D. A. Bromley, Gauge Theory of Weak Interactions, Springer, 2000, 3e éd., 402 p. (ISBN 978-3-540-67672-0, LCCN 00046343, lire en ligne)
- (en) Gordon L. Kane, Modern Elementary Particle Physics, Perseus Books, 1987 (ISBN 978-0-201-11749-3, LCCN 87018628)

### Articles
- (en) S.F. Novaes, Standard Model: An Introduction, hep-ph/0001283
- (en) D.P. Roy, Basic Constituents of Matter and their Interactions — A Progress Report, hep-ph/9912523
- (en) Y. Hayato et al., Search for Proton Decay through p → νK+ in a Large Water Cherenkov Detector. Phys. Rev. Lett. 83, 1529 (1999).
- (en) Ernest S. Abers and Benjamin W. Lee, Gauge theories. Physics Reports (Elsevier) C9, 1-141 (1973).
- (en) J. Hucks, Global structure of the standard model, anomalies, and charge quantization, Phys. Rev. D 43, 2709–2717 (1991).